# Coimbatore
Coimbatore ou Coïmbatour (en tamoul : கோயம்புத்தூர், kōyampuththūr, /koːjambʊt̪ːuːɾ/) est une grande ville de l'Inde dans l'État du Tamil Nadu.
Coimbatore est par son nombre d'habitants la quatrième  métropole de l'Inde du Sud. La ville compte en effet plus d'un million d'habitants. Elle est un important foyer industriel et un carrefour de communications (transports aériens, trains, bus). Elle est située dans une plaine, et est entourée par les Ghats occidentaux.

## Histoire
La région sert de lieu de passage depuis très longtemps. La tribu Kossar, mentionnée au IIe siècle dans l'épopée tamoule Silappatikaram et dans d'autres poèmes de la littérature Sangam, est associée à ce territoire. Un grand nombre de pièces de monnaie romaines et autres artéfacts ont été trouvés autour de Coimbatore, indiquant des liens entre cette zone et les commerçants romains,.
La dynastie Chola a régné sur cette terre,.
Cette région a été ensuite englobée au XVe siècle dans le royaume de Vijayanagara, qui a éclaté ultérieurement en différentes principautés autonomes. Dans la dernière partie du XVIIIe siècle, la région de Coimbatore se retrouve ainsi sous la domination de l'État princier et autonome de Mysore, et notamment de Haidar Alî puis de Tipû Sâhib. L'un et l'autre tentent de contrer les intentions hégémoniques de la Compagnie britannique des Indes orientales.
Les Anglais l'emportent en 1799. La ville a connu un boom économique dans les années 1920 et 1930, avec l'industrie textile puis à la fin du XXe siècle avec des activités plus diversifiées, dont l'industrie du logiciel.
Dans les années 1990, la ville connaît une vague de violences intercommunautaires. En novembre 1997, des  émeutiers hindous appuyés par la police tuent 18 musulmans. Le 14 février 1998, alors que devait se tenir un meeting électoral du BJP, principal parti  fondamentaliste hindou, une série de 12 attentats à la bombe sont opérés dans 11 lieux différents : 58 personnes sont tuées et plus de 200 blessées. Ces attentats sont attribués au groupe Al Ummah (en). Dans les jours suivants, un raid de la police tue 6 musulmans soupçonnés de terrorisme, 4 adolescents musulmans sont tués par une bombe d'attribution inconnue et plusieurs caches d'explosifs sont découvertes à Coimbatore et Chennai,. En septembre 2009, le gouvernement régionaliste dravidien du Tamil Nadu ordonne la libération anticipée de 9 complices présumés des attentats. En octobre 2023, la Cour suprême de l'Inde rejette une demande de libération anticipée d'autres prisonniers condamnés pour ces attentats. 
La ville connait, comme le reste de l'Inde, la pire vague de chaleur de son histoire en 2019, provoquant de graves pénuries d'eau. Le 19 juin, les habitants de la ville manifestent devant le bâtiment du gouvernement municipal pour dénoncer la négligence des autorités, donnant lieu à plus de 500 arrestations.

## Géographie

### Localisation
Coimbatore est situé dans la partie ouest de l'État du Tamil Nadu, en bordure de l'État du Kerala et au sud de l'État du Karnataka. Cochin est à 183 km au sud-ouest, Madurai à 227 km au sud-est, Mysore à 230 km au nord, Bangalore à 363 km au nord/nord-est, Pondichéry à 365 km à l'est, Chennai à 498 km au nord-est.

### Relief
La ville est dans une plaine, entourée par la chaîne de montagne des Ghats occidentaux à l'Ouest et au Nord, avec une réserve naturelle forestière sur le côté nord. Elle est située à une altitude d'environ 411 mètres. La rivière Noyyal traverse le périmètre urbain. Un système a été mis en place de bassins de rétention et de lacs alimentés par l'eau du fleuve et de la pluie. Les huit grandes zones humides servant à cette rétention sont ainsi constitués et entretenus : Singanallur, Valankulam, Ukkadam Periyakulam, Selvampathy, Narasampathi, Krishnampathi, Selvachinthamani et Kumaraswami.

### Climat
Coimbatore bénéficie d’un climat agréable pendant toute l’année. Les températures chaudes sont rafraîchies par la brise qui souffle sur le col de Palakkad long de 25 km. Après un mois de septembre chaud et plus humide que juillet et août, la mousson principale commence à partir d'octobre jusqu'au début novembre.
| Mois                              | jan. | fév. | mars | avril | mai  | juin | jui. | août | sep. | oct.  | nov.  | déc. | année |
| --------------------------------- | ---- | ---- | ---- | ----- | ---- | ---- | ---- | ---- | ---- | ----- | ----- | ---- | ----- |
| Température minimale moyenne (°C) | 18,1 | 19,2 | 21,3 | 23,3  | 23,3 | 22,3 | 21,7 | 21,7 | 21,8 | 21,8  | 20,6  | 18,8 | 21,2  |
| Température maximale moyenne (°C) | 30,2 | 32,9 | 35,5 | 36,2  | 34,7 | 32   | 30,8 | 31,3 | 32,2 | 31,3  | 29,9  | 29,1 | 32,2  |
| Précipitations (mm)               | 6,6  | 8,9  | 12   | 49,4  | 68,8 | 84,4 | 34,3 | 28,4 | 57,3 | 136,7 | 119,3 | 40,8 | 646,9 |

| Diagramme climatique                                  |             |            |              |              |            |              |              |              |               |               |              |
| J                                                     | F           | M          | A            | M            | J          | J            | A            | S            | O             | N             | D            |
| 30,218,16,6                                           | 32,919,28,9 | 35,521,312 | 36,223,349,4 | 34,723,368,8 | 3222,384,4 | 30,821,734,3 | 31,321,728,4 | 32,221,857,3 | 31,321,8136,7 | 29,920,6119,3 | 29,118,840,8 |
| Moyennes : • Temp. maxi et mini °C • Précipitation mm |             |            |              |              |            |              |              |              |               |               |              |

### Transport

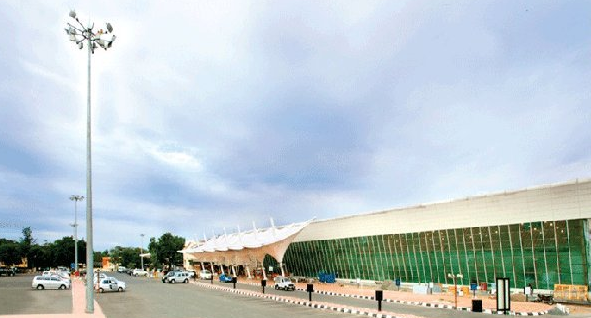
L'aéroport international.

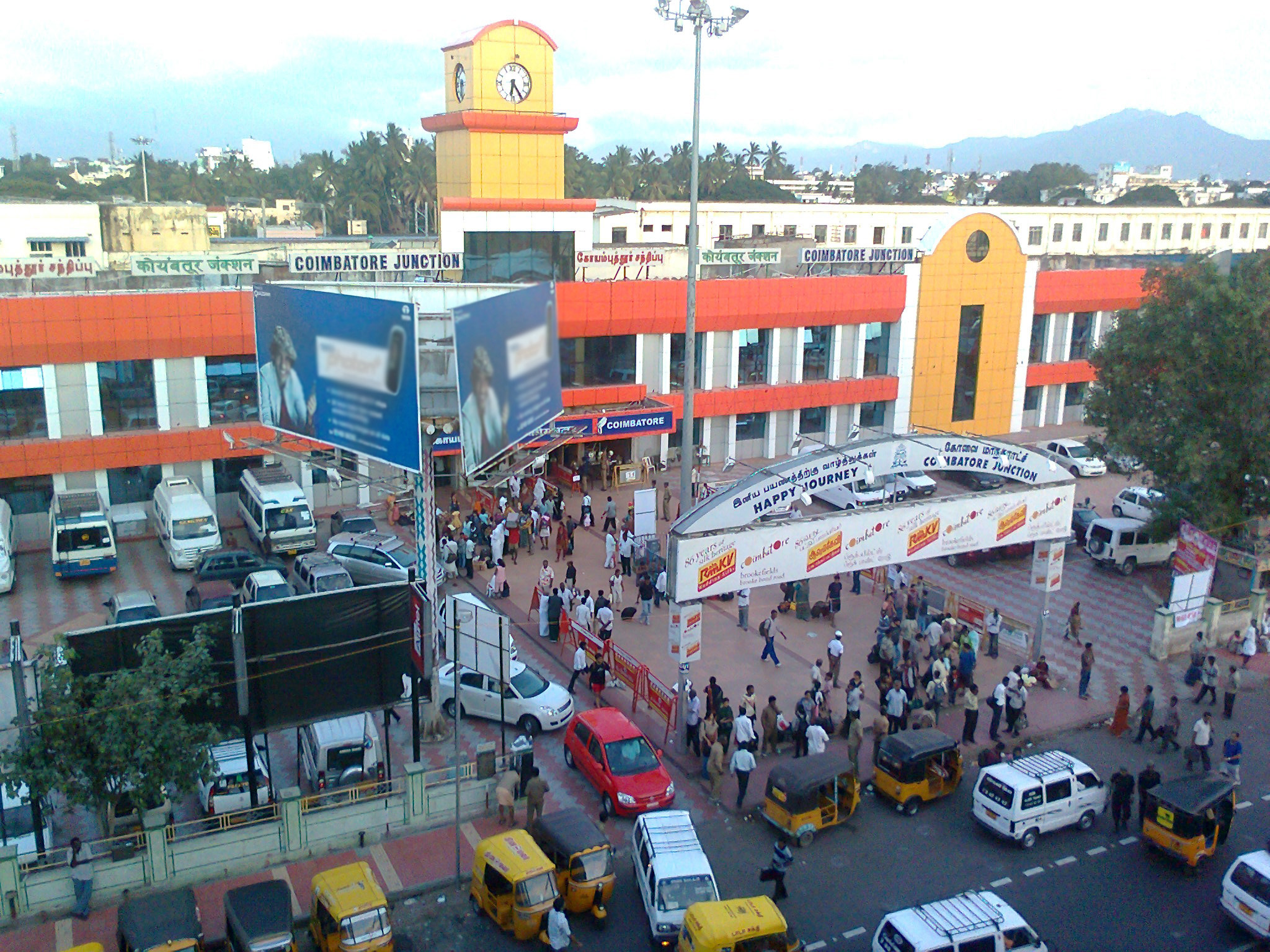
La gare de Coimbatore.

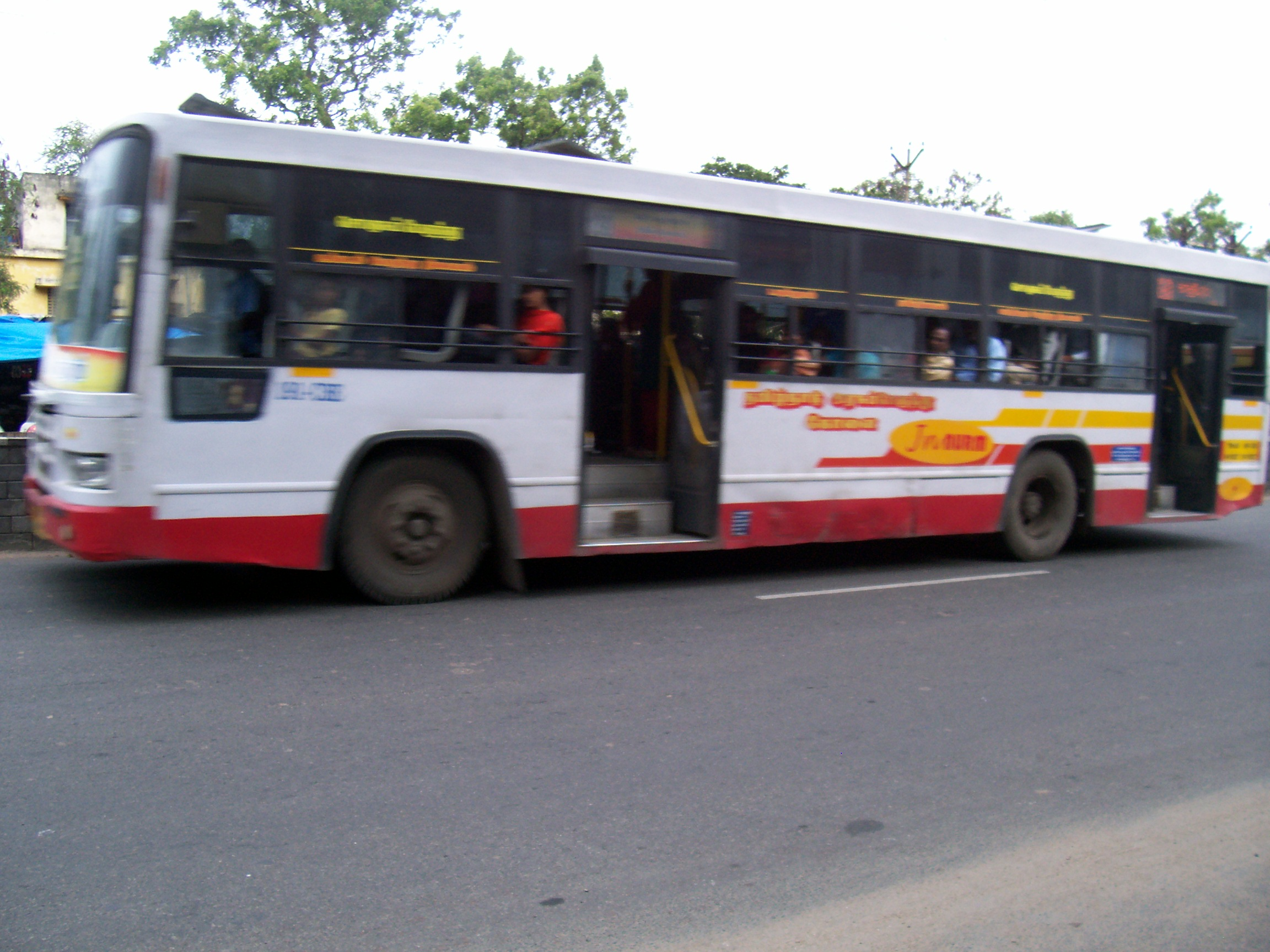
Bus de la cité.

L'aéroport international de Coimbatore (code AITA : CJB), situé 10 km à l'est de la ville, dessert quotidiennement plusieurs destinations intérieures et quelques vols internationaux (vers Singapour en particulier) et la base aérienne de Sulur.
Les liaisons par chemin de fer ont été ouvertes en 1863. C'est le deuxième plus grand point de jonction par voie ferrée de l'Inde du Sud, après Chennai Central.
Trois itinéraires de monorail sillonnent la métrople, deux itinéraires circulaires, dans les parties nord et sud de la ville et une double ligne linéaire reliant l'Est et l'Ouest.
| Stations de bus                      | Villes desservies                                                                                         |
| Gandhipuram Central                  | Tirupur, Erode, Salem, Gobichettipalayam, Sathyamangalam, Mettur dam, etc.                                |
| Gandhipuram Town                     | Desserte entre le centre commercial Gandhipuram au cœur de la ville, et les quartiers de la ville.        |
| Singanallur                          | Madurai, Tirunelveli, Trichy, Thanjavur, Kumbakonam, etc.                                                 |
| Ukkadam                              | Palakkad, Palani, Pollachi, Udumalpet, etc.                                                               |
| Coimbatore North (Mettupalayam Road) | Mettupalayam, Ooty, Mysore, etc,.                                                                         |
| SETC, Gandhipuram                    | Bus express vers Chennai, Ernakulam, Bangalore, Hyderabad, Tirupati, Pondichéry, Thiruvananthapuram, etc. |
| Omni Bus Stand, Gandhipuram          | Bus privés Mofussil.                                                                                      |

D'un point de vue routier, Il y a six principales artères dans la ville: Avinashi Road, Trichy Road, Sathyamangalam Road, Mettupalayam Road, Palakkad Road et Pollachi Road. Elle est traversée par 4 routes nationales :
- NH 47  – de Salem à Kanyakumari (via Palakkad, Kochi, Kollam, Trivandrum)
- NH 67  – de Nagapattinam à Gundlupet (via Thanjavur, Tiruchirapalli, Karur, Udagamandalam)
- NH 209  – de Dindigul à Bangalore (via Palani, Pollachi, Sathyamangalam, Chamrajnagar, Kollegal)
- NH 81 - de Coimbatore à	Chidambaram

## Urbanisme
Malgré un accroissement important de sa population au XXe siècle, qui dépasse maintenant le million d'habitants, Coimbatore ne présente pas les symptômes d'une sur-urbanisation anarchique : la croissance s'est faite de façon relativement équilibrée, même si les infrastructures étaient quelquefois insuffisantes, et les habitations précaires sont limitées. Une des originalités de Coimbatore réside dans les relations entretenues par la ville avec l'arrière-pays rural.

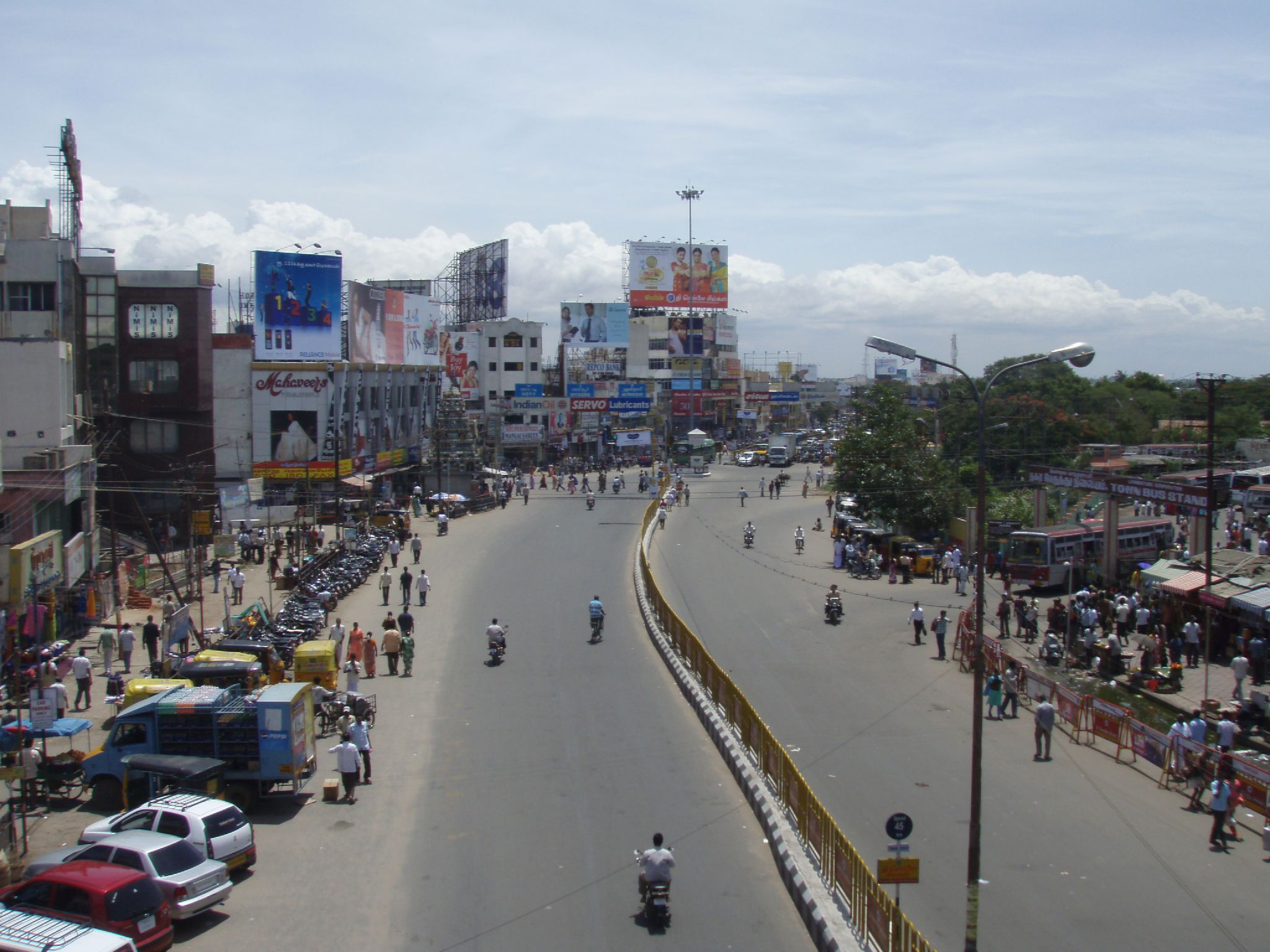
Une artère.
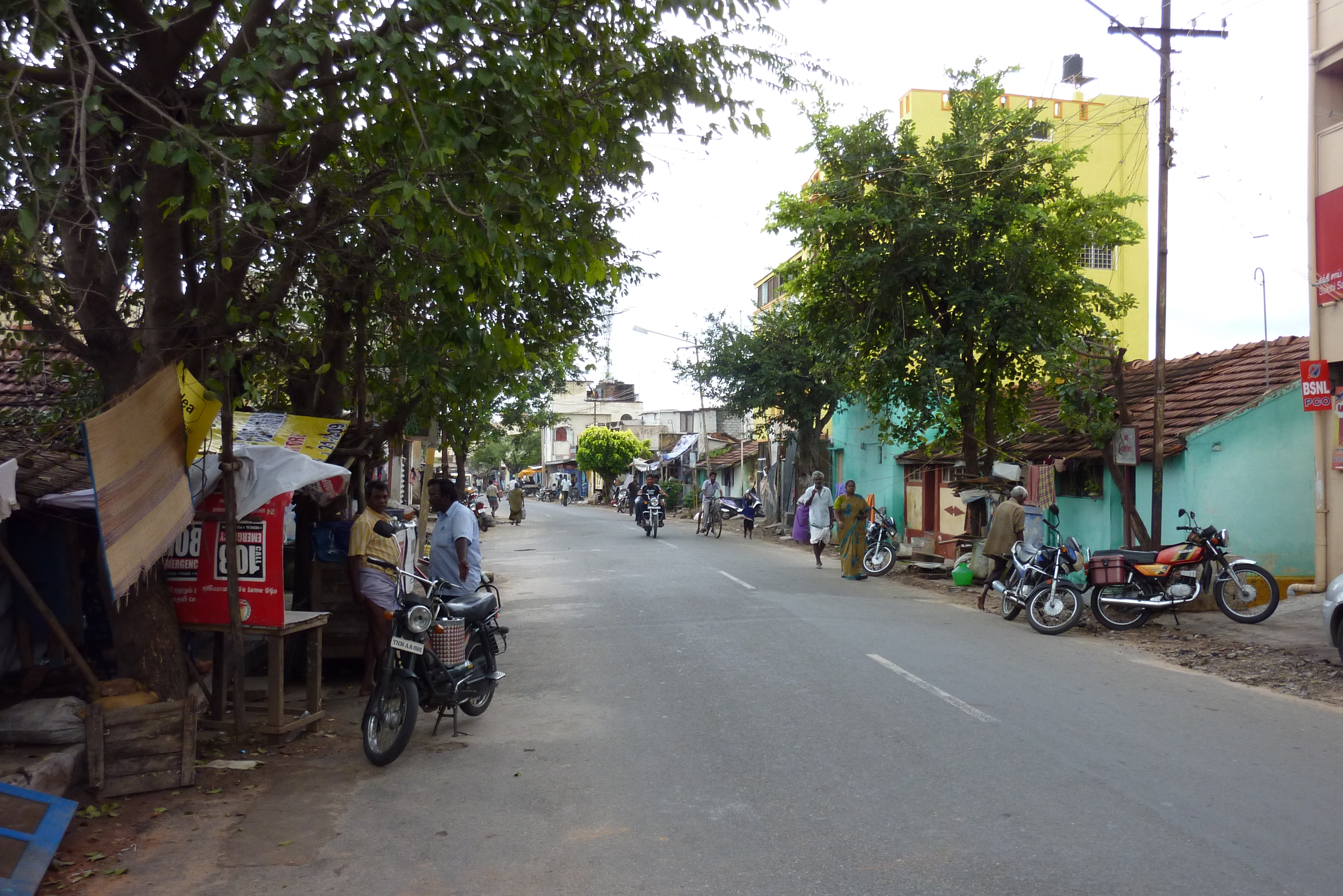
Une petite rue.
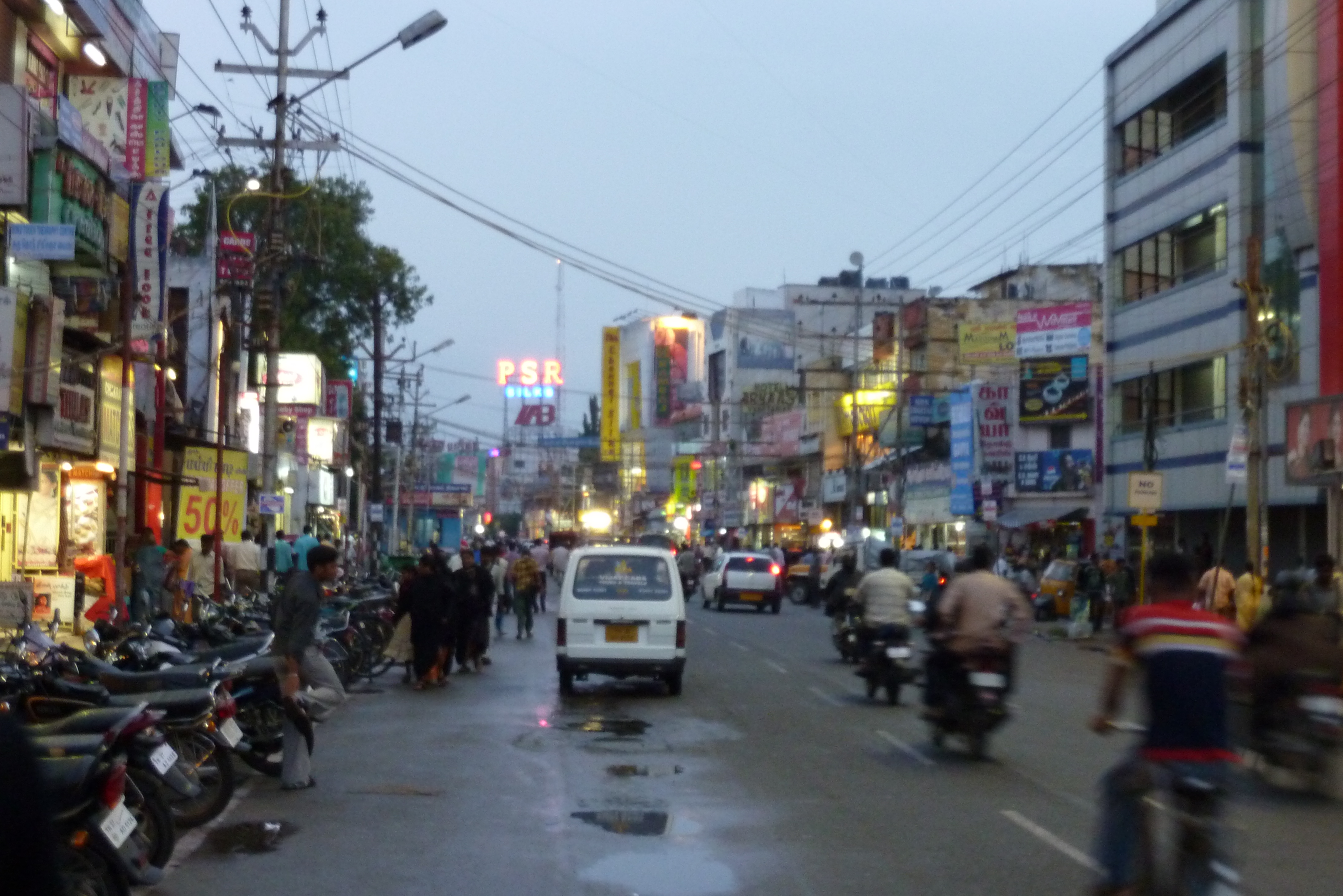
Un centre commercial.
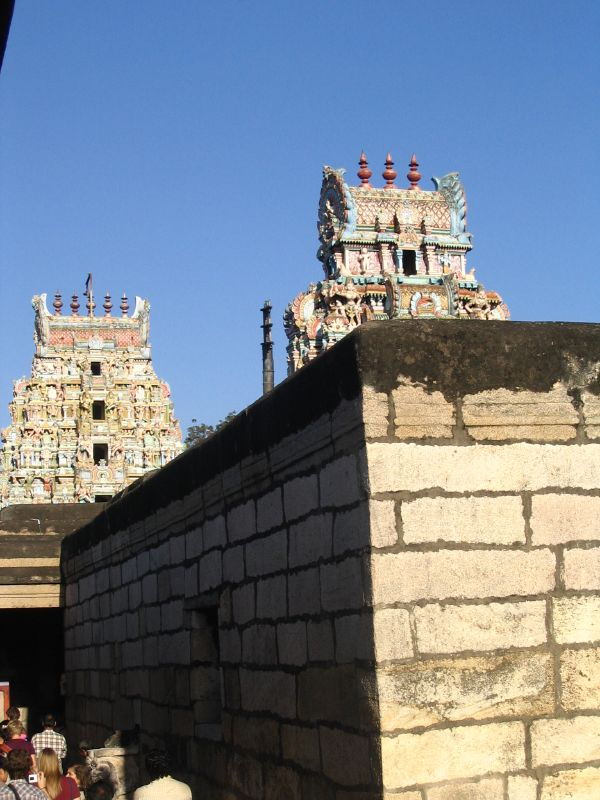
Un temple hindou.

## Démographie
| 1871   | 1891   | 1911   | 1931   | 1951    | 1971    | 1991    | 2011      |
| ------ | ------ | ------ | ------ | ------- | ------- | ------- | --------- |
| 35 310 | 46 383 | 47 000 | 95 000 | 198 000 | 356 000 | 816 321 | 1 050 721 |

## Économie

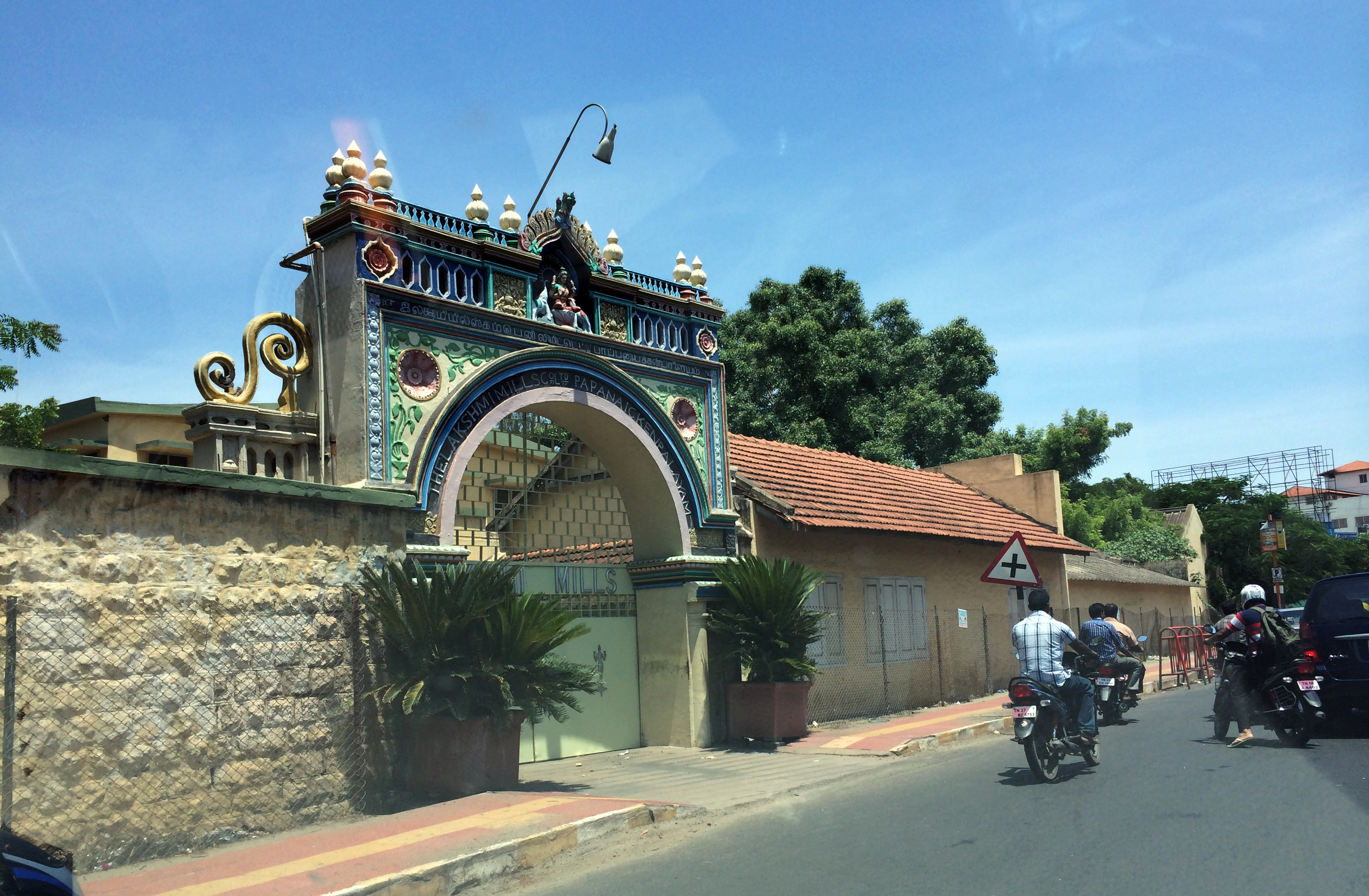
Lakshmi Mills, une des plus anciennes fabriques de textile (1910) à Papanaickenpalayam, Coimbatore

Coimbatore est une ville industrielle, qui travaille notamment le textile. La ville est quelquefois appelée le « Manchester de l'Inde du Sud » en raison de cette industrie textile, implantée à la fin du XIXe siècle et alimentée par les champs de coton environnantes,,. Coimbatore abrite un grand nombre d'usines de textile moyennes et grandes. Il dispose également d'instituts centraux de recherche textile comme the Central Institute for Cotton Research (CICR) et le Sardar Vallabhai Patel International School of Textiles and Management.
La ville a deux zones économiques spéciales (ZES)  (en anglais, Special Economic Zones ou SEZ), le Coimbatore Hi-Tech Infrastructure (CHIL) SEZ à Saravanampatti et le Tidel Park, près de Peelamedu, et au moins cinq autres ZES sont prévues. La ville est un centre important de l'industrie logicielle et était classée en 2009 au 17e rang parmi les villes d'externalisation (BPO) au monde.
Dans la campagne environnante, sur les pentes des Nilgiri, les « collines bleues », aux environs de Coimbatore et au-dessus d'une étrange forêt de cocotiers filiformes, s'étagent des plantations de théiers. Les paysannes y répètent inlassablement les gestes des « jardinières du thé ».

## Culture locale et patrimoine
Coimbatore est une cité diversifiée, universitaire et cosmopolite, jouant un rôle économique important, ayant des capacités d'hébergement et de restauration liées à son dynamisme, mais ce n'est pas une grande destination touristique.

### Édifices religieux
Il y a de nombreux temples dans et autour de la ville. Le temple Maruthamalai, implanté sur une colline, est un des temples les plus visités de la région. Il est à 12 km de la gare. Le temple Perur Pateeswarar, et ses sculptures élégantes, se trouvent à 7 km de la gare. Le temple Chemmedu Muthumariyamman est situé près de Perur. À l’époque, la ville principale était construite aux alentours de ce temple. Mais aujourd’hui il n’en reste que des ruines. Le temple de Naga Sai Mandir a été construit en 1941. Le temple Eachanari Vinayakar est à 12 km du centre de la ville et est dédié au dieu Ganesh : ce temple date des années 1500. La statue de la divinité, de près de deux mètres de hauteur, est l'une des plus grandes d'Inde du Sud. Le temple Karamadai Ranganathar est situé à Karamadai, cité aujourd’hui englobée dans la métropole, c’est le deuxième plus ancien temple dans Coimbatore et sa banlieue. Les rois de Vijayanagara le firent construire. Le sanctuaire sanctuaire Loga Nayaga Shani Eswaran et sa grande statue métallique est à Puliakulam, un quartier résidentiel de Coimbatore. La ville compte encore d'autres temples hindous : le temple Konniamman, le temple Thandu Mariamman, le temple Vazhai Thottathu Ayyan, le temple Ashtamsa Varadha Anjaneyar, le temple Panchamuga Anjaneya, etc. Les festivals Mariamman sont les grands événements de l'été dans de nombreux temples Amman de la ville.

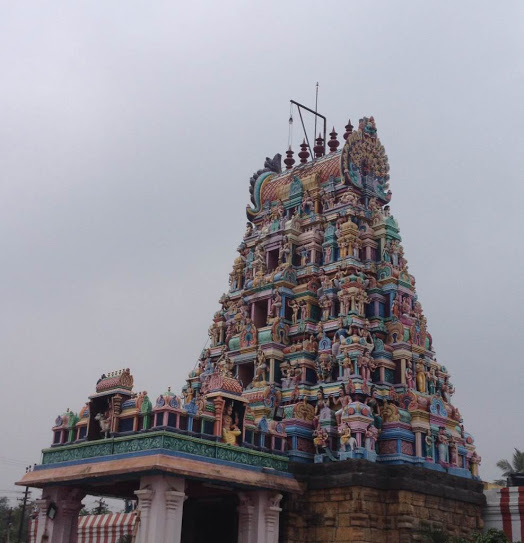
Temple Perur Pateeswarar
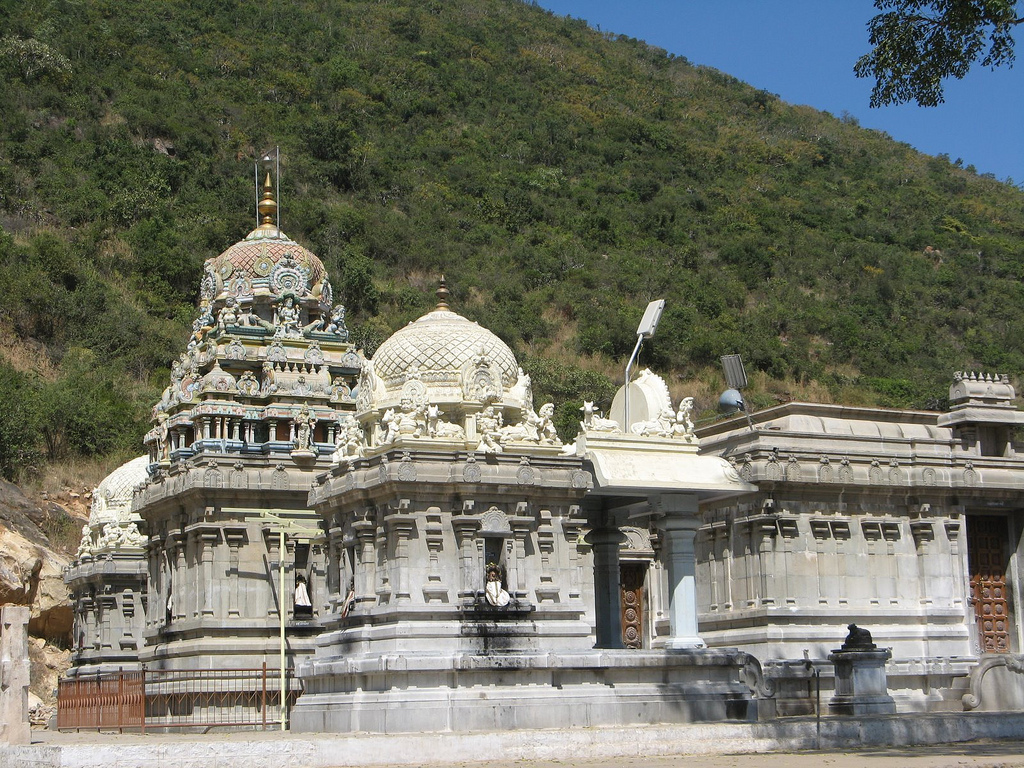
Temple Maruthamalai
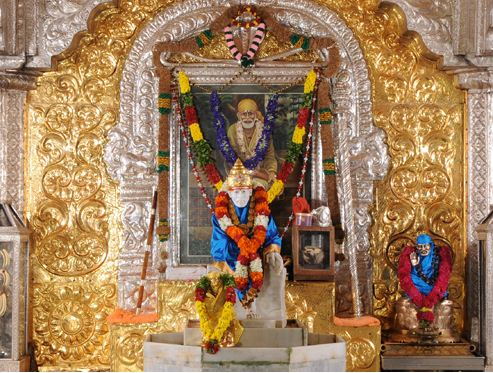
Temple Naga Sai Mandir
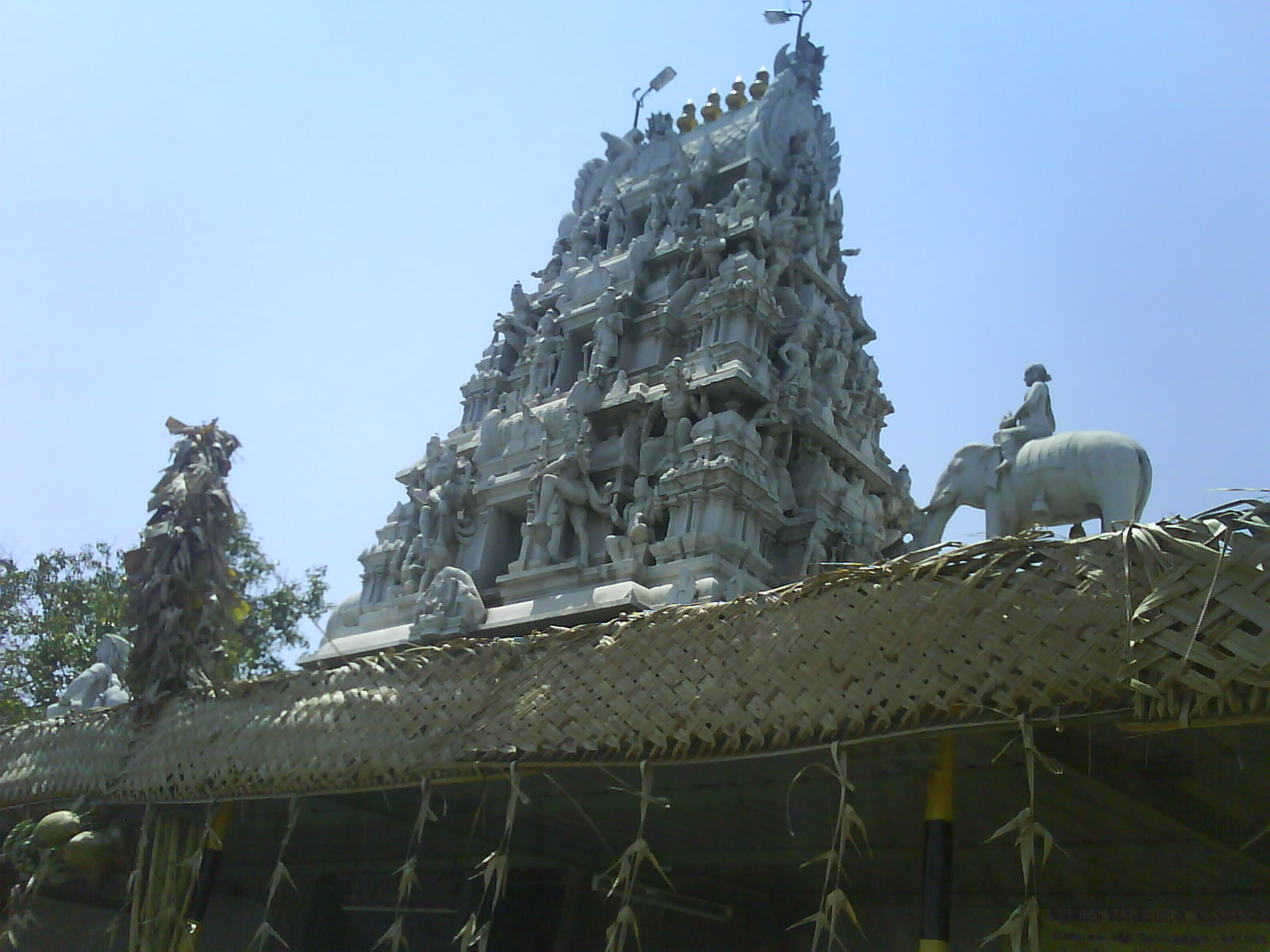
Temple Eachanari Vinayagar

Des mosquées sur Oppanakara Street et Big Bazaar Street datent de la période de Haidar Alî. Des missions chrétiennes remontent à 1647 lorsque l'autorisation été accordée d'implanter une petite église dans Karumathampatti. Elle a été détruite par l'armée de Tipû Sâhib et une nouvelle église a été construite en 1804. En 1886, Coimbatore a été constitué en diocèse, et les Missions étrangères de Paris y ont joué un rôle décisif.

### Musées

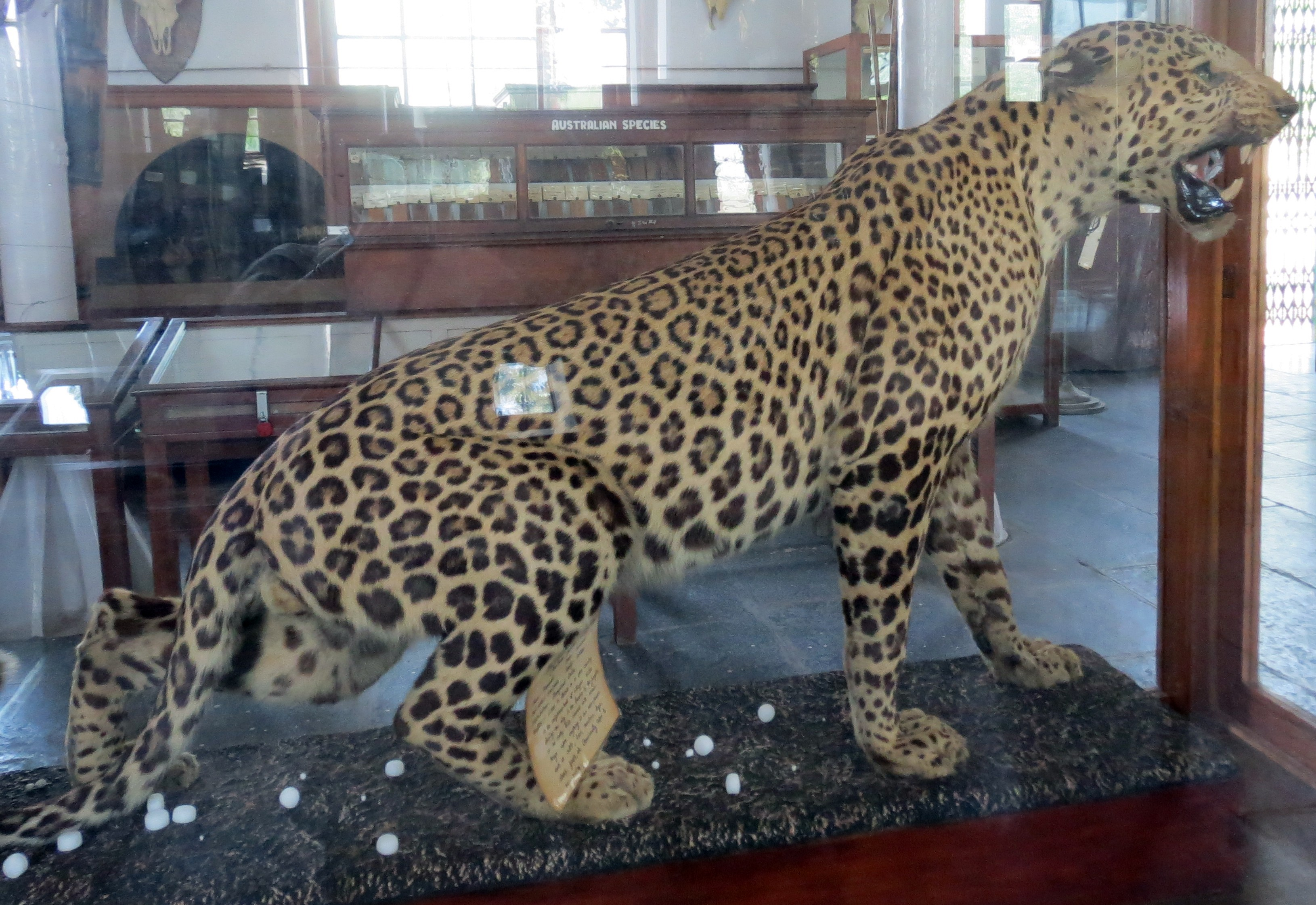
Un léopard empaillé au Gass Forest Museum.

Le G. D. Naidu Industrial Exhibition est un lieu d'exposition consacré à la production industrielle et à l'évolution des techniques. Le Gass Forest Museum est un museum d'histoire naturelle. Le Government Museum est consacré à l'archéologie et l'histoire. Le Kasthuri Srinivasan Art Gallery et le  Textile Museum, l'un et l'autre près de l'aéroport de Coimbatore, sont pour le premier un centre culturel consacré à la peinture et pour le second un musée sur l'évolution des techniques de fabrication textile. Le V O Chidambaranar park and zoo (VOC park) est un parc zoologique. La ville dispose également d'un parc scientifique et planétarium.

### Personnalités liées à la ville
- Robert Wight (1796 – 1872) : botaniste anglais.
- Melchior de Marion-Brésillac (1813 - 1859) : missionnaire français, premier évêque de Coimbatore.
- Robert Stanes (1841 - 1936) : homme d’affaires anglais et philanthrope, premier président du conseil de la ville de Coimbatore (en 1864).
- C.R. Narayan Rao (1882 – 1960) : zoologiste indien.
- Gopalaswamy Doraiswamy Naidu (1893 – 1974) : inventeur et ingénieur indien.
- Edmond Kaiser (1914 – 2000, mort à Coimbatore) : pharmacien suisse, fondateur de plusieurs associations humanitaires.
- Coimbatore Krishnao Prahalad (1941 - 2010) : physicien, économiste, spécialiste indien du management.
- Githa Hariharan (1954 - ) : femme de lettres, écrivaine et éditrice indienne.
- Rajshree Pathy (1957 - ) : femme d’affaires indienne.
- P. Vijay (1974 - ) : poète indien.

### Principaux établissements universitaires et centres de recherche

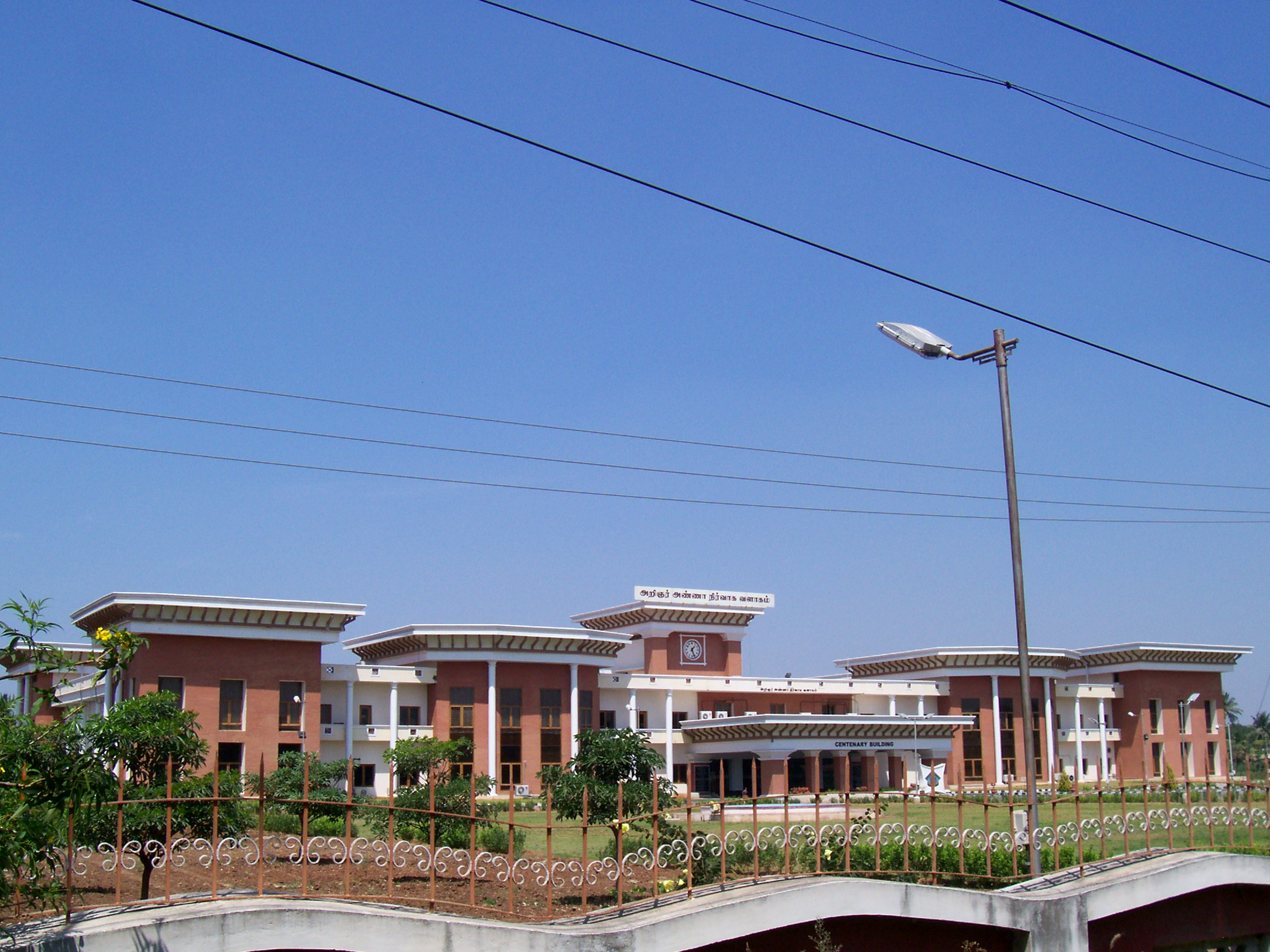
Bâtiments centenaires de la Tamil Nadu Agricultural University, Coimbatore

- Tamil Nadu Agricultural University
- Amrita Schools of Engineering
- Anna University
- Bharathiar University
- Tamil Nadu Dr. Ambedkar Law University
- Avinashilingam Institute for Home Science and Higher Education for Women
- Institute of Forest Genetics and Tree Breeding
- Central Institute for Cotton Research
- Sugarcane Breeding Institute
- Indian Council of Forestry Research and Education
- Tamil Nadu Institute of Urban Studies